# 斜面安定解析
斜面安定解析（しゃめんあんていかいせき）とはある物体が斜面を滑ろうとする力と摩擦で抵抗する力との釣り合いを解析することである。
この解析は斜面の安定性を調べるために用いられる。道路や線路、ダムなどの建設の際に人工的につくられる斜面の安全を検討する。

## 概要
3力学の土質力学の1つで、斜面の安定の理論に基づいたもの。日本では国土も狭く急な山岳や丘陵が多く、それらの近くには建設物が多く存在し、斜面崩壊（がけ崩れや地すべり）の危険がはらんでいる。そこで建設の際に斜面の安定性を確認し指標として、それに応じた対策を講じる必要があるために、フェレニウス法、ヤンブ法、ビショップ法などの安定解析法が用いられる。これらの他に厳密解を求める方法としてモルゲンシュテルン＆プライス法やスペンサー法などがある。ただし一義的に1つの厳密解を求めることは難しい。

## せん断強度
土に外力が作用すると釣り合う応力が生じる。せん断を生じるような力に対抗し、土の内部に生じるせん断応力がある限界地に達すると大きなずれを伴う変形を生じる。この現象をせん断破壊といい、せん断強度とは、このときのせん断応力をいう。

## 二次元安定解析法
安全率を求めるための解析法。二次元の代表的な極限平衡法には以下のものがある。
安全率 Fs = せん断強度 / せん断力

### フェレニウス法
フェレニウス法とは1927年にフェレニウスによって提案された斜面安定解析で用いられる解析法である。簡便分割法やスウェーデン法とも呼ばれる。回転モーメントの釣り合い式から誘導された円弧すべり対応の式。計算した際の誤差が大きく、厳密解の安全率より小さい値を採るが、大きい値を採ることも多い。計算が簡単なため長い間用いられていてほとんどがこの解析法である。

### 修正フェレニウス法
修正フェレニウス法とはフェレニウス法で土塊の有効荷重が負の値を採ってしまうことを改善するために、地下水の考え方を変えたもの。日本では多くこの解析法が採用されている。

### ヤンブ法
水平方向の力の釣り合い式で非円弧すべり対応の式。厳密解の誤差が小さい。

### ビショップ法
回転モーメントの釣り合い式から誘導された円弧すべり対応の式。厳密解の誤差が小さい。

## 三次元安定解析
地すべりなどは三次元的な現象であるため、より効率よく解析するために用いられる方法。まだ、この解析法に対する対策工の設計手法があまり確立されていない。

### ホフランド法
フェレニウス法を三次元的にした方法。フェレニウス法よりさらに誤差が大きいため、利用が難しい。